# Clapham Rovers Football Club
Clapham Rovers F.C. fue uno de los primeros clubes de fútbol ingleses, fundado en 1869. Jugaron bajo diferentes nombres, tales como Clapham Common, Tooting Bec Common y Wandsworth Common y se dice que usaban un uniforme cereza con gris francés.
Su episodio más conocido fue la conquista de la FA Cup en 1880 por un marcador de 1-0 sobre la Universidad de Oxford en el Kennington Oval. En la temporada anterior, Clapham Rovers había también alcanzado la final, pero perdió 1-0 en contra de Old Etonians.
El equipo campeón de la FA Cup en 1880 estaba conformado por:
Reginald Birkett, Robert Ogilvie, Edgar Field, A. Weston, Norman Bailey, A.J. Stanley, H. Brougham, Francis Sparks, F. Barry, E.A. Ram, C.A. Lloyd-Jones. Lloyd-Jones marcó el tanto de la victoria.
- Datos: Q2074788